# アンバール
アンバール（الأنبار, al-Anbār）は、イラク中央部、現代のファッルージャの近くのユーフラテス川の東岸に、古代から14世紀ごろまで存在した都市。「アンバール」はアラブ＝イスラームの征服後の呼び名であり、サーサーン朝期はペーローズ・シャープールと呼ばれていた。古代の穀倉地帯（サワード）の一角にあり、また、イラクとシリアを結ぶ交通の要所でもあることから、商業が盛んな農産物の集散地として機能していた。アッバース朝の初期には短期間だが首都にもなった。10世紀ごろから衰え始め、14世紀には遺棄された。

## 位置
アンバールはイラク中央部のユーフラテス川東岸に位置し、すぐ北にティグリス川とユーフラテス川を繋ぐナフル・イーサー運河がある。いつ頃からここに都市があったかは不明であるが、紀元前3000年前の遺丘の存在が確認できるため、少なくとも古代バビロニアの時代か、あるいはそれより前の時代にまでさかのぼれる。

## 歴史
アンバールは元来、「ミシケ (Μισιχή)」という名であった:125。のちに「ペーローズ・シャープール（Pērōz Šāpūr）」に改名される:125。町は350年頃にサーサーン朝ペルシアのシャープール2世によって建設され、アソリスタン州に区画される。363年4月、ペルシアに侵入したローマ皇帝ユリアヌスによってペーローズ・シャープールは破壊・略奪されるが、すぐに再建された。
5世紀からペーローズ・シャープールはアッシリア東方教会の中心地となり、司教座聖堂が置かれた。486年から1074年までの間に就任した司教のうち14人の名前が知られており、うち3人が総主教に昇進した。
ヒジュラ暦12年（633年/4年）、イスラームの武将ハーリド・イブン・アル＝ワリードに征服されたペーローズ・シャープールはアラブ勢力の支配下に入り、「穀倉」を意味する「アンバール」の名前で呼ばれるようになる。新たな町の名前はペーローズ・シャープールにペルシア人の穀物庫が置かれていたことに由来し、蓄えられた食糧はラフム朝によって利用されていた。
町はキリスト教徒、ユダヤ人の避難先となり、657年に預言者ムハンマドの従兄弟アリーによって90,000人のペーローズ・シャープールのユダヤ教徒が捕虜にされたと言われている。中世アラブ世界の史料によると、町の住民の大部分はペーローズ・シャープールから北に移動し、モースル南の都市ハディーサに移住したと伝えられる。アラブの征服後、アンバールのディフカーン（地主）はクーファ総督サアド・イブン・アビー・ワッカースに運河の開削を願い出、サアド運河、マフドード運河、シャイラー運河が開通する。
アンバールはアッバース朝期も重要な都市であり続けた。752年にアッバース朝の創始者サッファーフはアンバールの上流2.5kmの地点にホラーサーン出身の兵士の駐屯地となる都市を建設し、自らもこの都市に居住する。バグダードが完成する762年まで、アンバールは首都の地位を保ち続けた。9世紀には周辺のベドウィンの襲撃を何回か受けたが繁栄をつづけた。アラビア半島東岸にアッバース朝から独立した勢力を築いたカルマト派のアブー・ターヒル・ジャンナービーは、927年にイラク中央部にまで侵入、アンバールを包囲した。カルマト派をしりぞけた後も2年間にわたって周辺のベドウィンの攻撃を受けた。アンバールはその後、加速的に衰退していく。10世紀前半の学者イスタフリーの地理書ではまだたくさんの人が住んでいると記述されるものの、10世紀後半のイブン・ハウカルやマクディスィーの地理書では人口の減少が記録されている。20世紀初めごろのアンバールは完全に放棄された遺跡になっていた。

## 註釈
1. ↑  「フィールーズ・サーブール（Firūz Sābār）」はアラビア語読み。ギリシャ・ローマ世界ではピリサボラ（Pirisabora）の名前で知られていた。